# Northborough (Cambridgeshire)
Northborough – wieś w Anglii, w hrabstwie ceremonialnym Cambridgeshire, w dystrykcie (unitary authority) Peterborough. Leży 57 km na północny zachód od miasta Cambridge i 128 km na północ od Londynu.